# Podbój Meksyku przez Hiszpanów
Hiszpański podbój Meksyku – podbój który miał miejsce w latach 1519–1524.
Hiszpański podbój Meksyku w latach 1519–1524 doprowadził do upadku królestwa Azteków i położył podwaliny pod panowanie Hiszpanów w Mezoameryce. Decydującymi czynnikami o zwycięstwie Hiszpanów były: przewaga w technice i broni oraz niska odporność miejscowej ludności na choroby europejskie, a także wykorzystanie wewnętrznych i zewnętrznych słabych punktów królestwa.
Po zdobyciu Królestwa Azteków Hiszpanie założyli tu wicekrólestwo Nowej Hiszpanii. W następstwie tego, napłynęło wielu osadników z Hiszpanii. Miejscowa religia ustępowała miejsca chrześcijaństwu, a kultura aztecka była wypierana. Do dziś jednak w Meksyku w wielu miejscach jest ona starannie pielęgnowana.

## Wprowadzenie
Po odkryciu Ameryki przez Krzysztofa Kolumba, Hiszpanie zajęli po roku 1493 liczne wyspy na Karaibach. Pierwsze osady powstały na Hispanioli (La Isabela, Santo Domingo) oraz na Kubie (Hawana). Powstanie tych osad miało cel przygotowania punktów do handlu z Chinami, o których myślano, że znajdują się w pobliżu.
W roku 1517 Francisco Hernandez de Cordoba podczas swojej ekspedycji odkrył półwysep Jukatan, a po zejściu na stały ląd napotkał agresywne plemię Maya, z którymi stoczył walkę. Na skutek doniesień o bogactwach znajdujących się wewnątrz kontynentu w następnym roku ekspedycję poprowadził Juan de Grijalva. Także on wdał się w walki z plemieniem Maya na Jukatanie, po czym pożeglował dalej na zachód w rejon dzisiejszego miasta Veracruz. Tam też on i jego ludzie po raz pierwszy spotkali się z ludem Azteków.
Po powrocie Grijalvy, wicekról Kuby Velazguez de Cuellar nakazał burmistrzowi Hawany Hernanowi Cortesowi zorganizowanie trzeciej ekspedycji. Środki, jakie podjął Cortes zaniepokoiły Velazqueza, który obawiał się, że Cortes nie będzie chciał pogodzić się z uzgodnionym podziałem łupów. Wicekról spróbował usunąć Cortesa z jego stanowiska dowódcy, jednak ten na czele 400-600 ludzi zaokrętował się i wypłynął w morze.
Tymczasem w kraju Azteków władzę sprawował król Montezuma II, piastujący ten urząd od roku 1502. W przeciwieństwie do swoich poprzedników nie był on generałem tylko duchownym. Gdy w roku 1510 pojawiła się na niebie kometa, astrologowie królewscy uznali to za znak przyszłego powrotu boga Quetzalcoatla, nie przeczuwając końca państwa Montezumy. Wkrótce potem nadeszły pierwsze wieści o brodatych obcych, którzy wylądowali na sąsiednich wyspach.

## Marsz Hiszpanów na Tenochtitlán

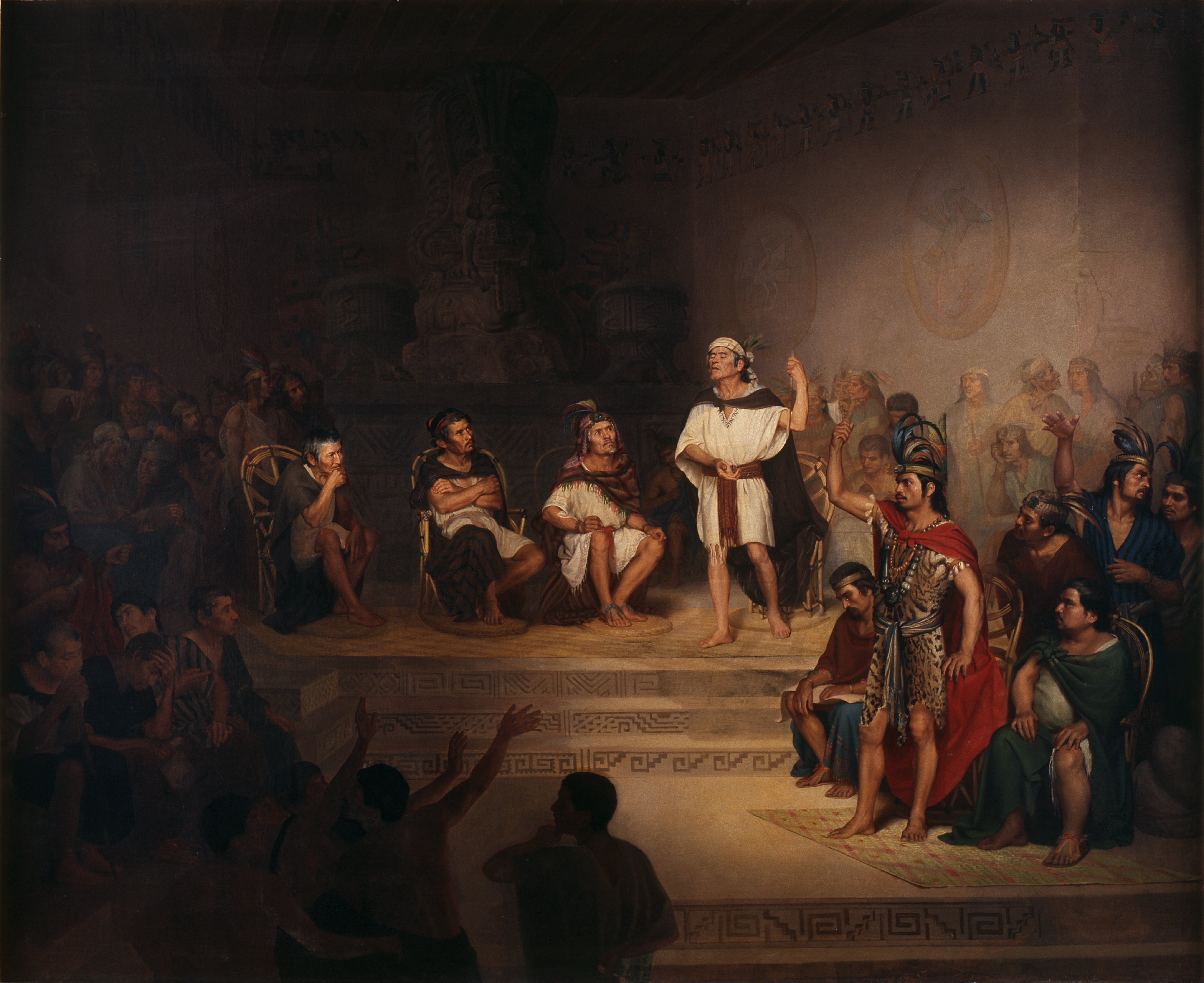
Senat Tlaxcallanów debatujący nad udzieleniem pomocy Cortésowi

Hiszpanie wylądowali na wyspie Cozumel położonej naprzeciwko półwyspu Jukatan. Tam od tubylców dowiedzieli się o dwóch chrześcijanach, żyjących od dłuższego czasu z plemieniem Maya. Jednego z nich Geronimo de Aquilara odnaleziono po krótkich poszukiwaniach i włączono ku jego radości do swoich szeregów. Drugi z chrześcijan, Gonzalo Guerrero, do którego Indianie mieli wielki szacunek, odmówił jednak opuszczenia swojej nowej ojczyzny. Aquilar okazał się dużą pomocą dla Cortesa, gdyż znał język Indian.
Krótko potem w pobliżu Potonchan nad rzeką Tabasco nastąpił desant hiszpański. Hiszpanie starli się po raz kolejny z Indianami na równinie Cintla, a po ich pokonaniu otrzymali na znak poddania dwadzieścia niewolnic. Wśród nich znajdowała się młoda kobieta, zwana przez Hiszpanów La Malinche. Dzięki znajomości języka Maya oraz Azteków, stała się bardzo pomocna Cortesowi, a w przyszłości miała zostać jego kochanką.
Po walkach z Maya, Hiszpanie zeszli na ląd stały. Wkrótce po tym pojawili się azteccy wysłannicy z podarunkami. Cortes obawiał się mimo to zakładania obozu w tym miejscu. Po odejściu Azteków, król Totonaków -jeden z wasali azteckich nawiązał kontakt z Hiszpanami i zawiązał z nimi sojusz. Cortes założył osadę Villa Rica de la Vera Cruz w odległości kilku kilometrów od dzisiejszego miasta Veracruz. Chcąc pozyskać króla hiszpańskiego do swoich racji, Cortes wysłał do kraju okręt wyładowany złotem, za które zamierzał pozyskać nowe zaciągi. Pozostałe okręty z obawy przed dezercją polecił zatopić. W ten sposób na czele 300 ludzi pomaszerował w głąb kontynentu.
Wkrótce oddział hiszpański dotarł do położonego w pobliżu miasta Tlaxcala – potężnego miasta skłóconego z Aztekami. Mieszkańcy osady zaatakowali Hiszpanów, którzy tylko dzięki broni palnej uniknęli porażki. Cortes kilkakrotnie starał się porozumieć z Tlaxcaltekami, co mu się w końcu udało. Obie strony porozumiały się i ustaliły kierunek wspólnej walki z Aztekami. Miasto Tlaxcala posiadało zbyt mało wojowników, zdolnych pokonać Azteków, dlatego też pomoc Hiszpanów przyjęta została z nadzieją. Podobnie też Hiszpanie uważali, że pokonanie Azteków, bez pomocy tubylców skazane jest na niepowodzenie.
Po 16 dniach spędzonych w Tlaxcali, Hiszpanie pomaszerowali dalej do Cholula. Tam przypuszczalnie na polecenie Tlaxcalteków zabili miejscowego króla, osadzając w jego miejscu władcę marionetkowego, sprzymierzonego z Hiszpanami. W ten sposób Cortes pozyskał ogromną armię sojuszników, z którą po dwutygodniowym marszu 8 listopada 1519 r. dotarł w pobliże azteckiej stolicy Tenochtitlán. Hiszpanów olśnił przepych i potęga azteckiego miasta, a jego król Montezuma II obdarował ich licznymi upominkami.

## Montezuma II marionetką Hiszpanów
W przeciągu tygodnia Cortes zrobił dokładne rozpoznanie okolicy. Tenochtitlán zbudowany był na kilku wyspach na jeziorze Texcoco, połączony z lądem stałym trzema tamami. Przy niezachowaniu ostrożności, Hiszpanie nie mieliby najmniejszych szans na ucieczkę z miasta. Cortes dostrzegł jednak znaczenie samego Montezumy wśród poddanych i wyszedł z założenia, że jego podporządkowanie będzie jedyną możliwością na przejęcie władzy w państwie Azteków. Używając groźby, Hiszpan skłonił Montezumę do udzielenia jego żołnierzom kwater w pałacu królewskim. W ten sposób Cortes przez następne osiem miesięcy uzyskał władzę nad królem i jego państwem. Już na początku Montezuma zezwolił Hiszpanom na budowę kaplicy w mieście, przekazując im znajdujący się w pałacu skarb, jako podarunek dla hiszpańskiego domu królewskiego.
Po krótkim czasie wśród ludności cywilnej zapanował wielki gniew po tym, jak Cortes, wbrew woli króla azteckiego wystawił obraz Najświętszej Marii Panny na szczycie Templo Mayor, konfiskując przy tym znajdujące się w niej złoto i kosztowności.
W czerwcu 1520 r. Cortes uzyskał wiadomość, o wysłaniu przez Diego Velazqueza do Veracruz 800 ludzi pod wodzą Panfilo de Narvaeza, który miał osądzić dowódcę za jego poprzednie działania. Cortes mianował swoim namiestnikiem w Tenochtitlánie Pedro de Alvarado, a sam na czele 250 ludzi pomaszerował w kierunku wybrzeża, gdzie zaatakował znienacka obóz Narvaeza, który dostał się do niewoli.
W tym czasie osiemdziesięciu Hiszpanów, którzy pozostali w stolicy Azteków z obawą śledziło nastroje ludności. Pedro de Alvarado, który wśród samych Hiszpanów uważany był za okrutnego człowieka, nakazał zabicie dwóch miejscowych wodzów. Spowodowało to niepokoje wśród ludności azteckiej, którą odparto pod bramami miasta. W dniu azteckiego święta wiosny, na dziedzińcu Templo Mayor zebrało się ponad sześćset osób, głównie szlachty i duchownych. Podczas procesji, Hiszpanie, zajmujący pozycje w miejscu czterech wejść do świątyni dokonali masakry zabijając wszystkich znajdujących się tam Azteków, prawdopodobnie na skutek wybuchu paniki u Pedro de Alvarado, gdy dowiedział się o tym zgromadzeniu. Masakra wywołała gniew ludności. Wzburzony tłum zabił siedmiu Hiszpanów, resztę zaś otoczył w ich kwaterach. Na wieść o wydarzeniach w mieście Cortes pośpieszył swoim ludziom na pomoc. 24 czerwca ludzie Cortesa dotarli do Tenochtitlánu. Aztekowie tymczasem otwarli tamy na jeziorze, zwabiając Cortesa w pułapkę.

## La Noche Triste (30 czerwca 1520 r.)

Trasa hiszpańskiego odwrotu z Tenochtitlánu

Położenie Hiszpanów wydawało się beznadziejne. Cortes nakazał wyprowadzić Montezumę na dach pałacu, zamierzając uciszyć wzburzony tłum. W chwilę później trafiony kamieniem rzuconym z tłumu, król aztecki padł martwy.
Cortes podjął wówczas próbę ucieczki po grobli. Aztekowie poniszczyli mosty na grobli. Hiszpanie wycofywali się budując prowizoryczne mosty, używając do tego drewnianych desek. Ucieczka rozpoczęła się krótko przed północą 30 czerwca i zakończyła się dla Hiszpanów katastrofą. Prawie trzy czwarte obładowanych łupami Hiszpanów i około tysiąca Tlaxcalteków zostało zabitych podczas próby ucieczki. W jeziorze zatonęło większość łupów oraz armat. Około 270 Hiszpanów, stacjonujących w innej części miasta, po ucieczce Cortesa zostało pojmanych i poświęconych w ofierze azteckim bogom. Klęska Hiszpanów przetrwała w historii jako La Noche Triste (Tragiczna Noc).

## Izolacja polityczna Azteków

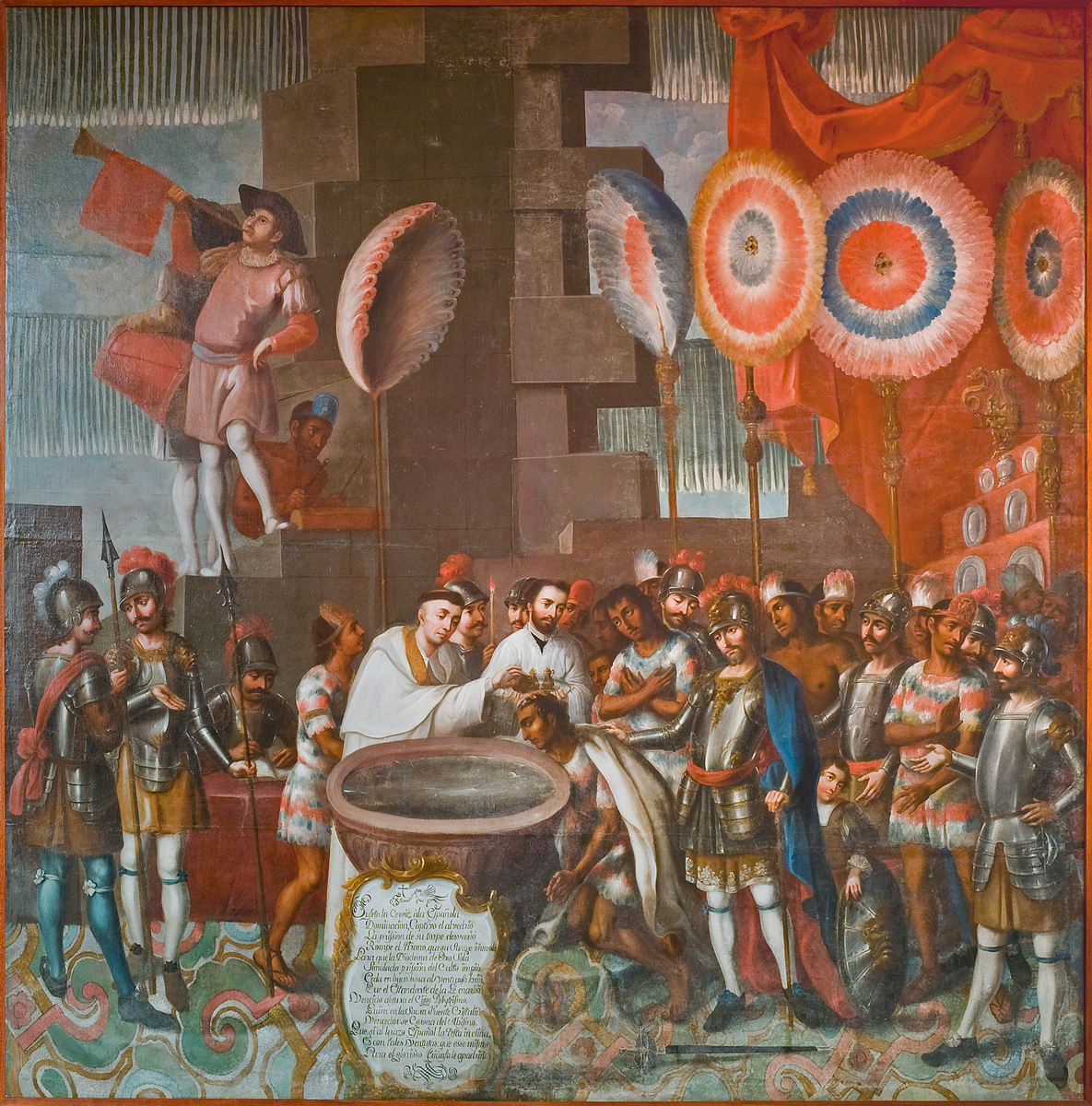
Chrzest Ixtlilxochtitla

Tragiczną noc przeżyło zaledwie 440 Hiszpanów, wśród nich Cortes i Alvarado. Gdyby nie epidemia ospy, która wybuchła wśród tubylców, również i oni podzieliliby los reszty żołnierzy. Choroba ta, zawleczona do Meksyku przez Hiszpanów, w przeciągu zaledwie roku pochłonęła prawie czterdzieści procent ludności, zabiła też nowego króla azteckiego Cuitlauaca. Po śmierci nowego króla na tronie zasiadł jego bratanek Cuautemoc. W tym czasie wśród Azteków doszło do sporów politycznych, co dało czas Hiszpanom na otrząśnięcie się z klęski. Po trzech tygodniach spokoju ze strony Indian, Cortes nakazał budowę trzynastu brygantyn. Następnie na czele nowych posiłków hiszpańskich przybyłych z wybrzeża, a także 10 000 Tlaxcalteków powrócił ponownie do Texcoco.
Texcoco było jednym z trzech azteckich miast należących do Związku Trzech Miast (obok Tenochtitlánu oraz Tlacopanu). Od roku 1515 w mieście trwały spory o następcę tronu. Panujący wówczas król Cacama, uzyskał ten tytuł tylko dzięki wsparciu króla Azteków. W sporze o tron uczestniczył także Ixtlilxochtitl II, kontrolujący rejony na północ od miasta. W momencie pojawienia się Hiszpanów pod Texcoco, Ixtlilxochtitl zawiązał z nimi sojusz, dzięki któremu wygnał swojego przeciwnika z miasta. Umożliwiło to Hiszpanom dobre przygotowanie się do kolejnego ataku na Tenochtitlán. Do lutego 1521, kiedy to siły Cortesa były gotowe do akcji, w rękach hiszpańskich znalazło się kilka azteckich miejscowości.
28 kwietnia 1521 trzynaście brygantyn było gotowych do wypłynięcia na jezioro. Od razu rozpoczęto też blokadę wodną miasta, odcinając mieszkańcom drogi zaopatrzeniowe w żywność. Od połowy maja, Pedro de Alvarado, Christobal de Olid i Gonzalo de Sandoval podbili miasta położone nad brzegami jeziora Texcoco, wśród nich Tlacopan, odizolowując całkowicie aztecką stolicę. Rozpoczęło się oblężenie Tenochtitlánu.

## Upadek Tenochtitlánu

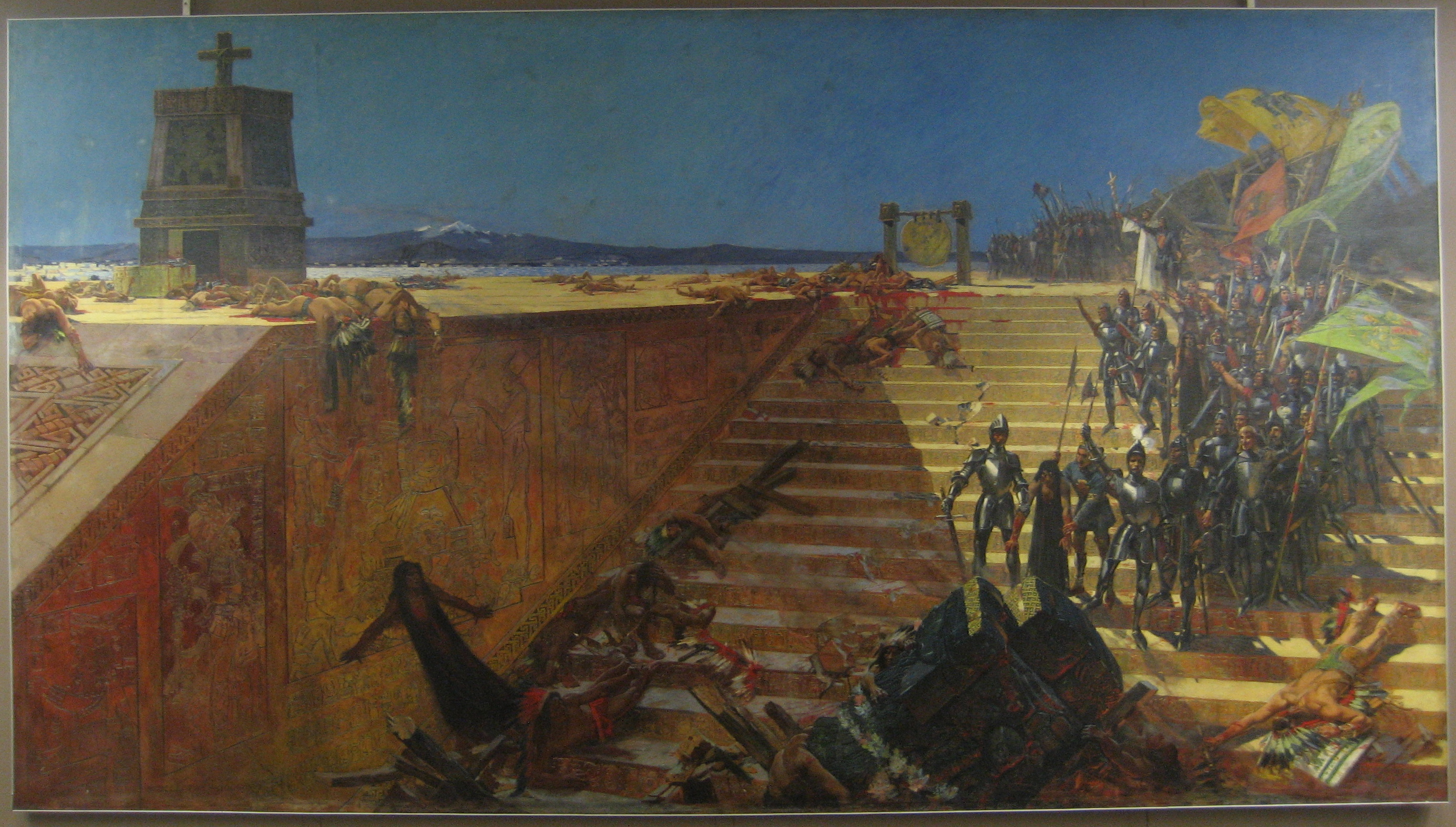

Aztekowie przygotowując się do obrony, zbudowali barykady na trzech groblach, łączących miasto z lądem stałym. Te właśnie groble zamierzali zaatakować Hiszpanie. Po wybudowaniu barykad, Aztekowie uczynili w nich wyłomy, w które wtargnęli Hiszpanie. Była to jednak pułapka Azteków, którzy okrążyli przeciwnika. Dzięki tej taktyce, Aztekowie byli blisko zabicia Cortesa, który tylko dzięki odwadze Christobala de Olei uniknął śmierci. Zdarzenie to miało miejsce 30 czerwca, a więc dokładnie rok po Tragicznej Nocy.
Pomimo pogarszającej się sytuacji zaopatrzeniowej, Aztekowie bronili się ofiarnie. Najtrudniejsze były dla Hiszpanów walki uliczne i o każdy budynek. Upadek miasta był jednak już tylko kwestią czasu. 13 sierpnia 1521 Hiszpanie i ich sprzymierzeńcy, Tlaxcaltekowie, wdarli się do dzielnicy Tlatelolco, która kilkadziesiąt lat wcześniej była jeszcze samodzielnym miastem. Tutaj znajdował się ostatni punkt oporu Azteków. Po pokonaniu Indian, miasto przez cztery dni plądrowano, a tysiące jego mieszkańców zabito.

## Skutki podboju Meksyku
Na gruzach Tenochtitlánu Hiszpanie zbudowali miasto Meksyk. Ostatni władca aztecki Cuauhtémoc, jeszcze w dniu upadku miasta dostał się do niewoli. 28 lutego 1525 został stracony po tym, jak udowodniono mu spisek przeciwko Cortesowi. Hiszpańscy Konkwistadorzy przez kolejne lata systematycznie niszczyli każdy przejaw kultury azteckiej. W miejscu pałacu królewskiego zbudowali pałac wicekróla, na gruzach świątyń powstały kościoły chrześcijańskie. Jezioro Texcoco przez dziesięciolecia stopniowo osuszano.
W roku 1535 Meksyk stał się siedzibą wicekróla Nowej Hiszpanii. W kolejnych dziesięcioleciach Hiszpanie podporządkowali sobie wszystkie plemiona i ludy Meksyku. Do kraju napływała coraz liczniejsza grupa osadników. Indianie byli zmuszani do przyjmowania religii chrześcijańskiej. Wielu cierpiało w wyniku chorób i ciężkiej pracy fizycznej. Jedynym plemieniem, które uzyskało pewne przywileje byli Tlaxcaltekowie. Niektórzy misjonarze, którzy przybyli do Meksyku starali się zrozumieć kulturę miejscowych plemion i uczyli się ich języków. Powstały wówczas liczne księgi mówiące o życiu ludności Meksyku.

Królestwo Nowej Hiszpanii w 1819

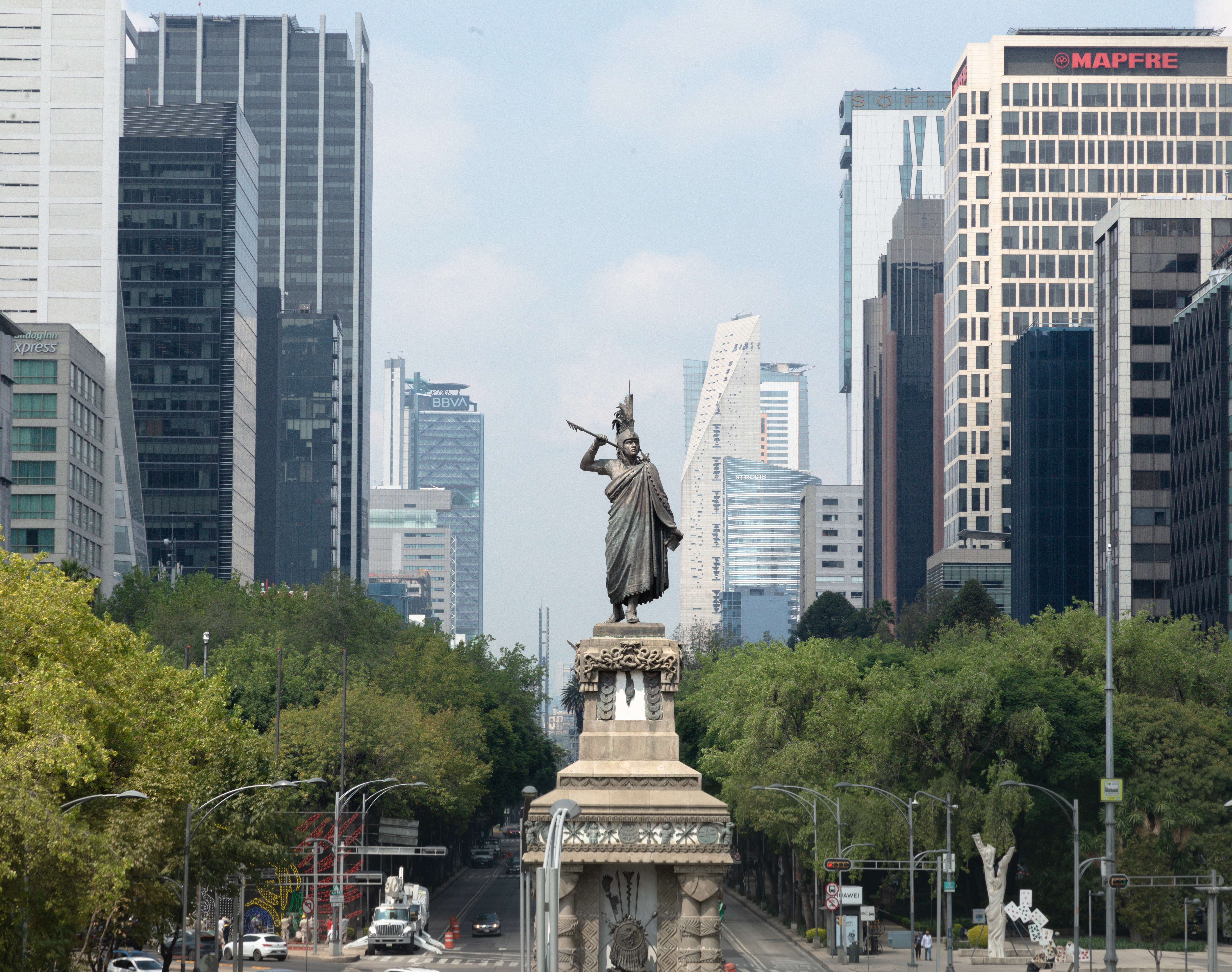
Pomnik Cuauhtémoca we współczesnym mieście Meksyk

Według najnowszych badań, liczba ludności Meksyku w latach 1519–1565 spadła z 25 do 2,5 miliona ludzi.
Hiszpanom mimo to nie udało się nigdy całkowicie wyplenić miejscowej kultury. Język Azteków – nahuatl, jest do dzisiaj używany w kulturze indiańskiej. Podobnie przetrwały języki Majów w stanie Chiapas i na Jukatanie. Niektóre zwyczaje do dzisiaj cenione są wysoko wśród rdzennej ludności Meksyku.

## Bitwy w trakcie wyprawy Cortesa
- 1520 – bitwa pod Tetzcoco – Aztekowie pokonali Hiszpanów i Tlaxcalteków (straty: 50 Hiszpanów i 300 Indian)
- 1520 – bitwa pod Nautla – oddział 52 Hiszpanów z 2 działami i 1000 Indian dowodzonych przez Escalante zwycięża siły Azteków pod wodzą Qualpopoca
- 1520 – Smutna Noc – klęska Hiszpanów ewakuujących się z Tenochtitlán
- 1520 – bitwa pod Otumba – zaliczana do największych sukcesów wojennych Cortesa bitwa Hiszpanów z wielokrotnie liczniejszymi Aztekami, choć tak naprawdę była ona nierozstrzygnięta
- 1520 – bitwa pod Panuco – Aztekowie pokonali Hiszpanów dowodzonych przez Garaja (17 zabitych, 7 ubitych koni)
- 1521 – bitwa pod Tenochtitlán – zakończone sukcesem oblężenie azteckiej stolicy bronionej przez 300 000 mieszkańców przez sprzymierzone wojska hiszpańskie i tlaxcalteckie w sile 87 jeźdźców, 53 kuszników i arkebuzerów, 509 piechoty hiszpańskiej oraz 75 000 indian.
- 1521 – bitwa pod Xaltocan – zwycięstwo Hiszpanów pod wodzą Cortesa i Tlaxcalteków nad Aztekami
- 1521 – bitwa pod Tacuba – zwycięstwo Hiszpanów nad Aztekami
- 1521 – bitwa pod Huaxtepec – zwycięstwo Hiszpanów pod wodzą Sandovala i Chalcoteków nad Aztekami
- 1521 – bitwa pod Yacapichtla – zwycięstwo Hiszpanów nad Aztekami
- 1521 – bitwa pod Matalcing – zwycięstwo Hiszpanów nad Aztekami
- 1523 – bitwa pod Costaclan – Hiszpanie (120 jazdy, 300 piechoty) i 4000 Indian pod wodzą Cortesa pokonali siły 4000 Azteków
- 1523 – II bitwa pod Panuco – Hiszpanie pokonali Azteków